# Dermatite cronica attinica
La dermatite cronica attinica  è una fotodermatite associata a fotosensibilità che interessa le aree fotoesposte con lesioni eczematose croniche.

## Epidemiologia
È la seconda fotodermatite più comune dopo la dermatite polimorfa solare con una prevalenza di 10-50 casi ogni 100 000 abitanti. Si verifica prevalentemente in pazienti tra la sesta e la settima decade (età media 60-63 anni) e in giovani affetti da dermatite atopica. I maschi sono 3-7 volte più colpiti rispetto alle femmine. Si osserva in tutto il mondo ma particolarmente nei paesi dal clima temperato e in qualsiasi etnia. Si associa a dermatite o fotodermatite da contatto, alla dermatite atopica e all'HIV. Non è nota alcuna associazione genetica.

## Patogenesi
Si pensa che la dermatite cronica attinica sia causata da una reazione da ipersensibilità di tipo ritardato ad antigeni endogeni fotoindotti. A supporto di questa tesi il profilo di espressione delle molecole di adesione (VCAM1, ICAM1) e di alcune citochine pro-infiammatorie (IL-1, IL-6, IL-8). Nella maggior parte dei pazienti la insorge in un contesto di dermatite o fotodermatite da contatto oppure di dermatite atopica dove si verifica un'attivazione persistente dei linfociti T.

## Istologia
L'epidermide è caratterizzata da acantosi e spongiosi. Nella fase iniziale si riscontra un infiltrato infiammatorio perivascolare nel derma costituito principalmente da linfociti T CD4+ e istiociti. Nella fase tardiva l'infiltrato è costituito prevalentemente da linfociti T CD8+. In fase cronica si riscontra iperplasia epidermica, lichenificazione e un infiltrato infiammatorio nel derma reticolare costituito da linfociti T, plasmacellule, eosinofili e cellule di Langerhans. Si possono riscontrare alterazioni pseudolinfomatose con linfociti caratterizzati da nuclei di grandi dimensioni, ipercromici, convoluti, aumentato indice mitotico ed epidermotropismo. Gli stessi elementi si possono ritrovare nel sangue.

## Clinica
La dermatite cronica attinica si presenta con una dermatite pruriginosa ricorrente che peggiora in seguito ad esposizione solare nei mesi primaverili ed estivi. Nella maggior parte dei casi il paziente, già affetto da una dermatite (da contatto, atopica o seborroica) nota un cambiamento dell'aspetto delle lesioni ma non sempre nota la correlazione con l'esposizione solare. In fase acuta si riscontrano eritema, papule, noduli simili alla prurigo nodulare o vescicole eczematose essudanti sulle aree fotoesposte. L'impetiginizzazione è frequente. Nella fase cronica si riscontrano lichenificazione e placche pseudolinfomatose che possono essere confuse con la micosi fungoide. Nello stesso paziente la patologia può avere un quadro polimorfo. Le lesioni si risolvono con esiti in chiazza ipopigmentata o iperpigmentata. Le sedi più colpite sono il viso, il collo e gli arti. Si possono associare alopecia ed ectropion. Raramente si può presentare con eritrodermia.

## Diagnosi
I test di provocazione con luce monocromatica mostrano una bassa dose minima eritematogena agli UVB e in minor misura agli UVA. Questi test dovrebbero essere effettuati su cute normalmente non fotoesposta come quella del dorso.
Devono essere effettuati i patch test e i fotopatch-test dal momento che si riscontra positività in circa i tre quarti dei pazienti. Gli allergeni coinvolti sono quelli comuni alla dermatite allergica da contatto come nichel, additivi, essenze, creme solari, piante, resine.

## Terapia
È necessario evitare l'esposizione solare prolungata, in particolare nelle ore caratterizzata da maggiore irradiazione (dalle 11 alle 15) e quella ad altre sorgenti di raggi UV (lettini solari). In caso di esposizione solare è consigliato l'utilizzo frequente ed esteso a tutte la superficie cutanea esposta di creme solari ad alto fattore di protezione (50 o più) e possibilmente tessuti anti-UV.
Se i patch test o fotopatch test sono positivi per qualche allergene, va evitato per quanto possibile. Si devono sospendere i farmaci fotosensibilizzanti. 
È possibile trattare le lesioni con corticosteroidi topici ad alta potenza, fatta eccezione per il viso. 
I casi refrattari alle terapie menzionate possono essere trattati con immunosoppressori quali azatioprina, ciclosporina, micofenolato mofetile, idrossiclorochina, talidomide.

## Prognosi
La condizione è persistente e solo una minoranza va incontro a risoluzione del quadro nei primi 10-15 anni. Il rischio di linfoma non è aumentato rispetto alla popolazione generale.